# Молоко Зауралья
ООО «Молоко Зауралья» — курганский молокозавод, открытый в 2000 году на производственной базе «Курганского городского молочного завода», построенного в 1971 году.

## История
«Курганский городской молочный завод», построен в 1971 году. Площадь занимаемого им земельного участка составила 4,3 га. В 1982—1987 годах проведена реконструкция, в результате которой производство оснащено поточными линиями по выработке масла, фасованной цельномолочной продукции. Мощности доведены: по выпуску цельномолочной продукции до 144 тонн за смену, сливочного масла до 12 тонн за смену.
После акционирования предприятие стало называться открытое акционерное общество «Курганский молочный комбинат» (ОАО «Курганмолкомбинат»), ИНН 4501014322. 20 октября 2005 года прекращена деятельность юридического лица в связи с его ликвидацией на основании определения арбитражного суда о завершении конкурсного производства.
ООО «Молоко Зауралья» основано 4 декабря 2000 года на производственной базе «Курганского городского молочного завода». На предприятии трудится порядка 225 человек. Учредителями стали АО «Курганский комбинат молочных продуктов №1» (с 28 декабря 2007 года его генеральным директором является Виктор Борисович Сбродов) и ОАО «Кон-Траст-Инвест» (с 5 июня 2018 года его генеральным директором является Сергей Николаевич Данилов).
Соучредители: Сергей Николаевич Данилов (с 18 мая 2015 года), владеет 75,099 % и Тигран Каренович Бегларян (с 30 января 2009 года), владеет 24,9 %.
На предприятии происходит модернизация оборудования[значимость факта?].
21 мая 2018 года на основании решения внеочередного общего собрания участников ООО «Молоко Зауралья» Виктор Борисович Сбродов был уволен с должности генерального директора и обратился в Курганский городской суд. Суды различных инстанций были в течение нескольких лет. 14 февраля 2023 года судебным решением запретили менять генерального директора в реестре юридических лиц из-за тяжбы владельцев предприятия. 21 марта 2023 года сведения о руководителе Марфицине Владимире Ивановиче признаны недостоверными; 
В феврале 2023 года  Надежда Данилова, бывшая жена Сергея Данилова, обратилась в арбитражный суд с иском о разделе совместно нажитого имущества и взысканию дивидендов от деятельности ООО «Молоко Зауралья» на сумму 127167959 рублей 67 копеек. Тигран Бегларян также выставил иск Данилову на сумму 41,4 млн рублей.

## Продукция
Продукция комбината составляет более 40 наименований, в основном это молоко, кефир, сметана, творог, адыгейский сыр, сливочное масло. Продукция предприятия в основном реализуется в Кургане в торговые сети «Метрополис», «Магнит», «Пятёрочка», «X5 Retail Group», «Монетка», а также в учреждения здравоохранения, образования, детские дошкольные учреждения. С 2008 года у предприятия есть право маркировать свою продукцию знаком «Зауральское качество», а это значит, что продукция изготовлена из местного сырья и не содержит ГМО. Девиз предприятия — «Здоровье в каждый дом». 26 октября 2011 года продукция курганского комбината «Молоко Зауралья» стало реализовывать свою продукцию в другом регионе, а именно продукция комбината появилась на прилавках торговых сетей города Тюмени. Затем продукция стала продаваться и в Челябинской области.
На  заводе производят свои закваски для кефира, чтобы не зависеть зарубежных поставщиков.
ООО «Молоко Зауралья» работает с более 20 зауральскими фермами, что позволяет перерабатывать молоко-сырья в пределах 25 тыс. тонн в год. Перебоев с поставкой молока-сырья нет, также как и ажиотажа на производимую продукцию, все поступающие заявки удовлетворяются в полном объёме.

## Финансовый результат
- Чистая прибыль за 2017 год — порядка 98,4 млн рублей
- Чистая прибыль за 2018 год – свыше 24,5 млн руб.
- Чистая прибыль за 2019 год — около 34,5 млн руб.
- Чистая прибыль за 2020 год — более 103,2 млн рублей. В 2020 году балансовые активы достигали 515,3 млн, а выручка – 1,3 млрд рублей.

## Награды
Продукция предприятия отмечена наградами:
- В 2006 году сыр «Адыгейский», «Бифилайф» и «Масса творожная с изюмом» вошли в каталог «100 лучших товаров России» и награждены дипломом. Золотая медаль и диплом I-й степени получены за сливочное масло «Веселая семейка». За освоение новых видов продукции, широкий ассортимент и высокое качество кисломолочных напитков ООО «Молоко Зауралья» награждено дипломом I-й степени «Бифилайф» и кефир с массой долей жира 3,2 %.
- В 2008 году компания ООО «Молоко Зауралья» удостоена дипломом «За динамичное продвижение бренда».
- На XI и XII Российских агропромышленных выставках «Золотая осень» предприятие получило бронзовые медали за три вида продукции.
- В 2009 году предприятие стало Лауреатом премии «Золотой фонд Приволжья, Урала и Сибири» с вручением ордена.
- 28 мая 2008 года председатель Курганской областной Думы Марат Нуриевич Исламов, по инициативе которого был принят закон, вручил первым семи зауральским предприятиям разрешения на использование знака «Зауральское качество» на своей продукции% среди них — ООО «Молоко Зауралья»[9]. В декабре 2021 года знак «Зауральское качество» могут использовать восемь предприятий, хотя в 2016 году таких предприятий было 16. ООО «Молоко Зауралья» входит в их число[10].

## Директора завода
- 1 декабря 1999 — ? — Николай Григорьевич Каюнов
- 2005 — 21 января 2022 — Виктор Борисович Сбродов[11]
- с 21 января 2022 — н. в. — Марфицин Владимир Иванович. 21 марта 2023 года сведения о руководителе Марфицине Владимире Ивановиче признаны недостоверными

## Учредители (участники) юридического лица
- Данилов Сергей Николаевич — 75,099 %
- Бегларян Тигран Каренович — 24,901 %